# Саша Огненовски
Саша Огненовски (енгл. Sasa Ognenovski; Мелбурн, 3. април 1979) је бивши аустралијски фудбалер. Играо је на позицији одбрамбеног играча.
Огненовски је са очеве стране пореклом из Северне Македоније.

## Успеси
Аделејд јунајтед
- АФК Лига шампиона: (финале: 2008)[5]

Сонам
- Куп Јужне Кореје  (1) : 2011,[6] (финале: 2009)[7]
- АФК Лига шампиона  (1) : 2010,[8]

 Аустралија
- АФК азијски куп:  2011.[9]

Појединачни
- Идеални тим А лиге Аустралије: 2008/09.[10]
- Идеални тим Прве лиге Јужне Кореје: 2010.[11]
- Најкориснији играч АФК лиге шампиона: 2010.[12]
- Азијски фудбалер године: 2010.[13]